# اهوتگوری موزا
اهوتگوری موزا (به انگلیسی: Ahotguri mouza) یک منطقهٔ مسکونی در هند است که در آسام واقع شده‌است.